# 大黒和広
大黒 和広（おおぐろ かずひろ、1970年2月19日 - ）は、日本の声優、舞台俳優。北海道岩見沢市出生、夕張市、帯広市出身。大沢事務所所属。

## 経歴
1970年に岩見沢市立総合病院で予定日から遅れること3週、母の誕生日に合わせるかの様に大黒家の長男として誕生。その後、夕張市で育つ。
赤ちゃんの頃から水難があり、その時は風呂で溺れたり、池で溺れたり、父が勤めていた学校の下水槽でもダメだったという。
昔から陸の上でのスポーツが万能で、その後は野球少年となり、地区大会ではピッチャーとして、投打に活躍して最優秀選手賞を受賞。
中学時代に帯広市に居住。その頃父を亡くすものの、大黒は野球に打ち込んでいた。
仙台育英学園高等学校に進学後は野球一筋の寮生活を送っていた。高校卒業後、役者を目指すという進路で養成所に入所することを選ぶ。しかし、母の理解のもと上京。一度は実家に帰郷しており、その時は役者を辞めようと思った。しかし、辞められず、母は常に応援してくれたという。
1989年に俳協俳優養成所を経て、青年座研究所に所属
。その後劇団新人会に所属。
以前は九プロダクションに所属していた。また舞台俳優でもあり、劇団朋友でも活躍していた。2010年に演劇集団「亜路企画」を立ち上げる。

## 人物
趣味は野球。
父は高校教諭。

## 出演
太字はメインキャラクター。

### テレビアニメ
1996年
- シンデレラ物語（男1）
- はじめ人間ゴン（マンモス〈ゆきマンモス〉、サーベルタイガー〈ゆきサーベルタイガー〉、イノシシ、 あくにん、しにがみ、オットセイ）

1997年
- EAT-MAN（フィデル、バート、ゴバノフ、公安A、男B、男A、部下A、ガヤ）
- マッハGoGoGo（第2作）（運転手）
- るろうに剣心 -明治剣客浪漫譚-（1997年 - 1998年、西条、葛西、徳川慶喜、佐伯優之進 / 幽水 他）- 2シリーズ

1999年
- アークザラッド（クーガー）
- GTO（O組のヤンキー）
- ワイルドアームズ トワイライトヴェノム（司書B）

2001年
- Cosmic Baton Girl コメットさん☆（黒岩、謎のバイク男）
- HELLSING（アンソニー）

2002年
- サイボーグ009 THE CYBORG SOLDIER（医師）

2003年
- TEXHNOLYZE（武部本吉）
- テニスの王子様（黒羽春風）

2007年
- DARKER THAN BLACK -黒の契約者-（ポール）

2008年
- 秘密 〜The Revelation〜（学芸員）
- 薬師寺涼子の怪奇事件簿（若林健太郎）

2009年
- テガミバチ（2009年 - 2011年、シグナル、ダーウィン）- 2シリーズ

2010年
- ソ・ラ・ノ・ヲ・ト（兵士）
- HEROMAN（アナウンサー）

2011年
- 青の祓魔師（椿薫）
- 逆境無頼カイジ 破戒録篇（マスター）

2012年
- 新テニスの王子様（黒羽春風）

2014年
- 東京喰種トーキョーグール（中島康智）

2018年
- 七つの大罪 戒めの復活（巨人男）

### 劇場アニメ
1996年
- 賢治のトランク 氷河ねずみの毛皮（ボーイ、駅夫）

1997年
- 幕末のスパシーボ（ミハイオフ）
- るろうに剣心 -明治剣客浪漫譚- 維新志士への鎮魂歌

2005年
- あした元気にな〜れ!半分のさつまいも（沼津の静江の夫）
- 劇場版 テニスの王子様 跡部からの贈り物 〜君に捧げるテニプリ祭り〜（黒羽春風）

2006年
- 銀色の髪のアギト

2012年
- 青の祓魔師 ―劇場版―（椿薫）

### OVA
- 思春期美少女合体ロボ ジーマイン（1999年、幸太郎、出前の男、特別警護隊員、男A、部下A）
- MASTERキートン（2000年、奉公人A、レオンの手下A、刑事）
- テニスの王子様 Original Video Animation 全国大会篇（2006年、黒羽春風）

### ゲーム
1999年
- レジェンド オブ ドラグーン（ラヴィッツ）

2003年
- みんなの王子様（黒羽春風）

2004年
- テニスの王子様 2005 CRYSTALDRIVE（黒羽春風）
- テニスの王子様 RUSH & DREAM!（黒羽春風）

2005年
- テニスの王子様 学園祭の王子様（黒羽春風）
- MEDICAL 91（ライトヘルム）

2006年
- エースコンバット・ゼロ ザ・ベルカン・ウォー（アンソニー・パーマー）
- テニスの王子様 ドキドキサバイバル 山麓のMystic（黒羽春風）

2007年
- テニスの王子様 CARD HUNTER（黒羽春風）
- テニスの王子様 ドキドキサバイバル 海辺のSecret（黒羽春風）

2009年
- テニスの王子様 ダブルスの王子様 GIRLS, BE GRACIOUS!（黒羽春風）

2011年
- テニスの王子様 ぎゅっと! ドキドキサバイバル 海と山のLove Passion（黒羽春風）

### CD
- アークザラッドIII マーシアの決意（ラマダ僧）
- テニスの王子様シリーズ　
  - THE BEST OF RIVAL PLAERS XV（黒羽 春風＆天根 ヒカル）
  - ちばうた / 「疾風のシオヒガラー」（黒羽 春風）、「ワッショイ!」　（六角中）
- 鋼の錬金術師 砂礫の大地（レマック）

### 吹き替え

#### 映画
- 悪魔たち、天使たち
- アナコンダ（ゲアリー・ディクソン〈オーウェン・ウィルソン〉）※ソフト版
- あなたに逢いたくて
- アバター
- アメリカン・プレジデント
- アラン・スミシー・フィルム（ディオン・ブラザーズ〈クーリオ〉）
- イレイザー（ダリル、モンロー〈ダニー・ヌッチ〉）※ソフト版
- ウインドトーカーズ ※テレビ朝日版
- 運命の女
- エクソダス:神と王（カーヤン司令官）
- オーシャンズシリーズ（バシャー・ター〈ドン・チードル〉）※ソフト版
  - オーシャンズ11
  - オーシャンズ12
  - オーシャンズ13
- オールド・ルーキー
- オルガミ〜罠
- 案山子男2/復讐の雄叫び
- クリフハンガー（エルドン）※日本テレビ版
- クローン（ケール〈メキ・ファイファー〉）
- 黒武者
- 最後の恋のはじめ方
- サドン・デス ※ビデオ版
- JM
- スーパーノヴァ（ヤージー〈ルー・ダイアモンド・フィリップス〉）
- セブン（マッサージ店にいた被害者の男〈リーランド・オーサー〉）※テレビ朝日版
- 17 セブンティーン（エイモス・スミス）
- 戦慄のストーカー/ある女子学生の場合（エリック）
- タイムコップ（ローレンス補佐官）※DVD・ビデオ版
- 多重人格（ジプ）
- 007 ゴールデンアイ（少佐）※ソフト版
- トリプルX（コルヤ〈ペトル・ヤクル〉）※テレビ朝日版
- ナチュラルシティ
- ネバーエンディング・ストーリー3 ※ソフト版
- ハーモニーベイの夜明け
- パール・ハーバー（アンソニー）※ソフト版
- バックラッシュ（軍のドライバー）
- バッド・ガールズ ※DVD版
- ハドソン・ホーク（スニッカーズ〈ドン・ハーヴェイ〉）※日本テレビ版
- バレンタイン
- 判決前夜/ビフォア・アンド・アフター
- ブラック・ダイヤモンド（オーディオン）※DVD・ビデオ版
- ブロークン・アロー（ジョンソン）※テレビ朝日版
- マキシマム・リスク ※ビデオ版
- マスク ※日本テレビ版
- マネー・トレイン ※ソフト版
- マン・オン・ザ・ムーン
- 身代金（カビー・バーンズ〈ドニー・ウォールバーグ〉）※DVD・ビデオ版
- めぐり逢えたら（デニス・リード〈デヴィッド・ハイド・ピアース〉）※フジテレビ版
- メン・イン・ブラック（警官）※ソフト版
- モンキーキング 西遊記
- 雷神-RAIJIN-（ストーム刑事〈クリス・トーマス・キング〉）
- ラストゲーム（ジーザス・シャトルワース〈レイ・アレン〉）
- ラスト・ボーイスカウト ※日本テレビ版
- 乱気流/ファイナル・ミッション
- ランボー/怒りの脱出（タイ軍曹〈ジョージ・チェン〉）※テレビ朝日版
- ルール（ディモン〈ジョシュア・ジャクソン〉）
- レディ・イン・ザ・ウォーター
- レリック（研究者）
- RONIN（ジャン＝ピエール〈マイケル・ロンズデール〉）※テレビ朝日版
- ロマンシング・アドベンチャー/キング・ソロモンの秘宝 ※テレビ東京版

#### ドラマ
- アリー my Love
- ER X 緊急救命室 #21（ハロルド）
- OZ/オズ（ジェファーソン・キーン〈レオン〉）
- 真実（パク・スンジェ）
- パワーレンジャー・ターボ（マニアック・メカニック）
- ビバリーヒルズ青春白書（ノア・ハンター〈ヴィンセント・ヤング〉）
- ホミサイド/殺人捜査課（メルドリック・ルイス〈クラーク・ジョンソン〉）
- ミュータントX（ブレナン・マルウレイ〈ビクター・ウェブスター〉）

### 舞台
- マタタビ企画（別名・大黒企画） / ノータリンベイビーズ ノーリターン

### CM
- au（ナレーション）
- アイフルホーム 地震建て替え保障（ナレーション）
- 永谷園 極旨！スープ茶づけ　とんこつ茶づけ、冷やし烏龍茶漬け（ナレーション）
- 日立製作所プラズマウー（ナレーション）
- マツダ プレマシー（ナレーション）
- BMW（ナレーション）
- 大成建設（ナレーション）
- 三菱・アウトランダー（ナレーション）
- ソフトバンク（ナレーション）
- ボルボ（ナレーション）
- 雪見だいふく（ナレーション）
- 龍角散（ナレーション）
- NTTドコモ（ナレーション）
- ロレックス（ナレーション）

### 特撮
- スーパー戦隊シリーズ
  - 電磁戦隊メガレンジャー（1998年、マボロシネジラーの声）
  - 星獣戦隊ギンガマン（1998年、闇丸の声）

### ラジオドラマ
- VOMIC 傷だらけの仁清（円城寺正義〈旦那〉）

### 実写
- テニスの王子様　100曲マラソン

### その他
- 奇跡体験!アンビリバボー（番組中ドラマの吹き替え）